# Pyrrosia fallax
Pyrrosia fallax är en stensöteväxtart som först beskrevs av Cornelis Rugier Willem Karel van Alderwerelt van Rosenburgh, och fick sitt nu gällande namn av M. Price. Pyrrosia fallax ingår i släktet Pyrrosia och familjen Polypodiaceae. Inga underarter finns listade.